# Anthrax (hudební skupina)
Anthrax je americká heavymetalová hudební skupina z New Yorku založená v roce 1981 kytaristou Scottem Ianem a basistou Danem Lilkerem. Tato skupina je považována za jednou z vůdčích thrashmetalové scény z 80. let a spolu se skupinami Metallica, Slayer a Megadeth je součástí „Velké čtyřky“. Spolu s kapelami Overkill a Nuclear Assault byly také jednou z prvních thrashmetalových kapel, které se vynořily na východním pobřeží USA. Současnou sestavu kapely tvoří Scott Ian, bubeník Charlie Benante, baskytarista Frank Bello, zpěvák Joey Belladonna a kytarista Jonathan Donais. Sestava Anthrax se během jejich kariéry mnohokrát změnila, takže Ian zůstal jediným stálým členem kapely. Ian a Benante (který nahradil někdejšího bubeníka Grega D'Angela v roce 1983) jsou jediní dva členové, kteří se objevili na všech albech Anthrax, zatímco Bello je členem Anthrax od roku 1984 a nahradil Lilkera.
Poté, co vystřídali řadu členů, vydali Anthrax své debutové album Fistful of Metal (1984) se zpěvákem Neilem Turbinem. Turbin byl později ve stejný rok nahrazen Joeym Belladonnou, čímž se sestava kapely stabilizovala. Třetí album Anthrax Among the Living (1987), které kapele poprvé přineslo mainstreamový úspěch a je uznáváno jako jedno z největších thrash metalových alb. Další dva počiny kapely, State of Euphoria (1988) a Persistence of Time (1990), dále upevnily jejich pověst jedné z nejúspěšnějších thrashmetalových kapel, přičemž druhá jmenovaná dala Anthrax svou první nominaci na cenu Grammy. V roce 1992 podepsali Anthrax smlouvu s Elektra Records za 10 milionů dolarů a Belladonnu nahradil John Bush z Armored Saint. Bushovo první album s Anthrax, Sound of White Noise (1993), dosáhlo sedmého místa v žebříčku Billboard 200 (jejich největší úspěch v žebříčku) a zplodilo rádiový hit „Only“. Následující alba Anthrax s Bushem už nezažila takový komerční úspěch a ohlasy kritiky; skupina se po vydání Stomp 442 (1995) rozešla s Elektrou kvůli nedostatku propagační podpory a Volume 8: The Threat is Real (1998) utrpělo bankrotem jejich nahrávací společnosti.
Bush opustil Anthrax v roce 2005 a kapela se znovu sešla s Belladonnou a hlavním kytaristou Danem Spitzem. Po odchodu Belladonny a Spitz v roce 2007 Anthrax naverbovali zpěváka Dana Nelsona a začali pracovat na novém albu, ačkoli Nelson se s kapelou rozešel v roce 2009. Po krátkodobém shledání s Bushem se Belladonna znovu připojil ke kapele potřetí v roce 2010. První album Anthrax s Belladonnou po 21 letech, Worship Music (2011) bylo vydáno s kritickým i komerčním úspěchem a dosáhlo dvanáctého místa v žebříčku Billboard 200. Doposud poslední album kapely For All Kings vyšlo v roce 2016.
Anthrax dosud vydali 11 studiových alb, několik dalších alb a 26 singlů, včetně spolupráce na singlu s americkou hip hopovou skupinou Public Enemy. Čtyři ze studiových alb skupiny (Among the Living, State of Euphoria, Persistence of Time a Sound of White Noise) také dosáhla zlaté certifikace RIAA. Podle Nielsen SoundScan prodali Anthrax v letech 1991 až 2004 ve Spojených státech 2,5 milionu desek s celosvětovým prodejem 10 milionů ks.

## Složení

### Nynější členové
- Scott Ian – rytmická kytara (1981–dosud)
- Jon Donais – sólová kytara (2013–dosud)
- Frank Bello – baskytara (1984–2004, 2005–dosud)
- Charlie Benante – bicí (1983–dosud)
- Joey Belladonna – zpěv (1984–1992, 2005–2007, 2010–dosud)

### Bývalí členové

#### Zpěv
- Jason Rosenfeld (1981)
- Dirk Kennedy (1981)
- John Connelly (1981)
- Neil Turbin (1982–1984)
- Matt Fallon (1984)
- John Bush (1992–2004)
- Dan Nelson (2007–2009)

#### Kytara
- Kenny Kushner (1981)
- Greg Walls (1981–1982)
- Dan Spitz (1983–1995)
- Paul Crook (1995–2000)
- Rob Caggiano (2001–2005, 2007–2013)

#### Baskytara
- Paul Kahn (1981)
- Dan Lilker (1981–1984, 1999)
- Joey Vera (2004–2005)

#### Bicí
- Dave Weiss (1981)
- Greg D'Angelo (1981–1983)
- Jason Bittner

## Diskografie

### Studiová alba
- Fistful of Metal (1984)
- Spreading the Disease (1985)
- Among the Living (1987)
- State of Euphoria (1988)
- Persistence of Time (1990)
- Sound of White Noise (1993)
- Stomp 442 (1995)
- Volume 8: The Threat Is Real (1998)
- We've Come for You All (2003)
- Worship Music (2011)
- For All Kings (2016)

### Živá alba
- The Island Years (1994)
- Music of Mass Destruction (2004)
- Alive 2 (2005)
- Caught in a Mosh: BBC Live in Concert (2007)
- The Big Four: Live from Sofia, Bulgaria (2010)
- Chile on Hell (2014)
- Kings Among Scotland (2018)

### Kompilace
- Fistful of Anthrax (1987)
- Attack of the Killer B's (1991)
- Moshers: 1986–1991 (1998)
- Return of The Killer A's (1999)
- Madhouse – The Very Best of Anthrax (2001)
- The Collection (2002)
- Universal Masters Collection (2002)
- The Greater of Two Evils (2004)
- Anthrology: No Hit Wonders (1985–1991) (2005)

### Singly
- Armed and Dangerous (1985)
- I'm the Man (1987)
- Penikufesin (1989)
- Free B's (1991)
- Inside Out (1999)
- Summer 2003 (2003)